# Bonnatwist
Bonnatwist er et kassettebånd af den svenske musiker og komponist Errol Norstedt som var inkluderet i kassetteboksen Legal Bootleg fra 1985. I kassetteboksen var der oplysninger om hvor og hvornår sangene blev optaget, og med hvilken type indspilningsudstyr han brugte.
Bonnatwist indeholder optagelser fra 1979 til 1985.
Titelsangen har en musikvideo der er inkluderet i filmen Privat Pirat og i den deltager Errol Norstedts ven Jan-Åke Fröidh og Hanne Mikkelsen.
"Hawaiian Hariomba" er en ny optagelse på sangen "Hariomba" fra Mera Material.
"Samhället" er en ny optagelse af sangen med samme navn fra E. Hilter & Luftkaffe Nr. 1 fra 1977.
"Ta Å Klipp Dig" er en ny optagelse på sangen med samme navn fra Mannen Utan Hjärna fra 1976.

## Spor
Side A
1. "Bonnatwist" - 02:39 (Indspillet 1985 i Ingelstad)
2. "Terylenebyxor" - 02:46 (Indspillet 1980 i Åstorp)
3. "Country-Ding" - 03:22 (Indspillet 1985 i Ingelstad)
4. "Gödseldräng Å Bonnafan" - 03:28 (Indspillet 1985 i Ingelstad)
5. "Dalen" - 02:46 (Indspillet 1985 i Ingelstad)
6. "Ja' E' Flintis" - 04:01 (Indspillet 1985 i Ingelstad)

Side B
1. "Bonnafan" - 03:01 (Indspillet 1979 i Åstorp)
2. "Hawaiian Hariomba" - 02:27 (Indspillet 1985 i Ingelstad)
3. "Good Old Dirty Crew" - 03:10 (Indspillet 1985 i Ingelstad)
4. "Samhället" - 03:48 (Indspillet 1985 i Ingelstad)
5. "Kärleken Å Kyssarna" - 03:25 (Indspillet 1985 i Ingelstad)
6. "Ta Å Klipp Dig" - 03:06 (Indspillet 1985 i Ingelstad)

### Sangtitler på dansk
- Bonnatwist - Landemandetwist.
- Terylenebyxor - Terylenebukser.
- Gödseldräng Å' Bonnafan - Gødningsmand Og Landemandefand.
- Ja' E' Flintis - Jeg Er Skaldet.
- Bonnafan - Landemandefand.
- Samhället - Samfundet.
- Kärleken Å' Kyssarna - Kærligheden Og Kyssene.
- Ta Å' Klipp Dig - Tag Og Klip Dig.